# On a tué !
Pour plus de détails, voir Fiche technique et Distribution.
On a tué ! (Hi, Nellie!) est un film américain réalisé par Mervyn LeRoy et sorti en 1934.

## Synopsis
Brad, le rédacteur en chef d'un journal, apprend que Frank J. Canfield, le chef du comité d'enquête du gouverneur a disparu, ainsi qu'une grosse somme d'argent. Il refuse de publier l'article en première page du journal car il n'y a aucune preuve que Canfield, un avocat honnête et éminent, s'est enfui avec les fonds manquants. Alors que tous les autres journaux de la ville publient l'histoire, le propriétaire du journal, Graham, réprimande Brad pour l'article manquant et le licencie. Brad dit que son contrat ne lui permet pas d'être licencié, alors Graham décide de l'affecter à la chronique des cœurs solitaires.
Brad est furieux, mais n'a d'autre choix que d'accepter le poste. Il décide également de garder un œil sur l'histoire de Canfield. Gerry, l'actuel rédacteur de la chronique, qui a également été rétrogradé à ce poste par Brad, est ravi de la nouvelle. Lorsque Gerry l'accuse de n'avoir aucun courage parce qu'il ne peut pas gérer le travail, Brad met ses compétences à profit et la chronique devient très populaire.

## Fiche technique
- Titre original : Hi Nellie!
- Réalisation : Mervyn LeRoy
- Scénario : Abem Finkel, Sidney Sutherland d'après une histoire de Roy Chanslor
- Producteur : Robert Presnell Sr.
- Photographie : Sol Polito
- Costumes : Orry-Kelly
- Montage : William Holmes
- Genre : Drame[1]
- Musique : Bernhard Kaun
- Production : Warner Bros. Pictures
- Durée : 75 minutes
- Date de sortie : 
  - États-Unis : 20 janvier 1934

## Distribution

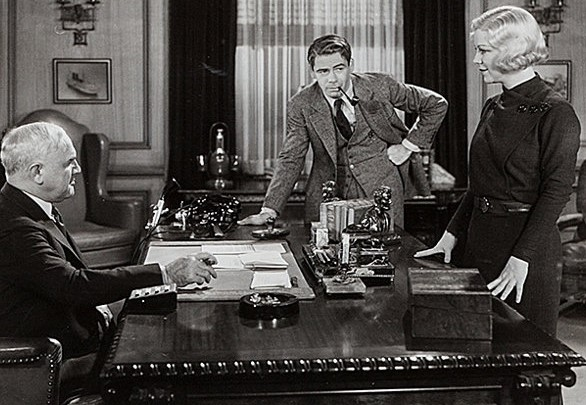
Berton Churchill, Paul Muni et Glenda Farrell dans Hi Nellie! (1934).

- Paul Muni : Brad
- Glenda Farrell : Gerry
- Ned Sparks : Shammy
- Robert Barrat : Brownell
- Berton Churchill : Graham
- Katharine Sergava : Grace
- Hobart Cavanaugh : Fullerton
- Douglass Dumbrille : Dawes
- Edward Ellis : O'Connell
- Paul Kaye : Helwig
- Donald Meek : Durkin
- John Qualen : Steve (non crédité)